# ابن منذر نیشابوری
ابوبکر محمد بن ابراهیم بن منذر نیشابوری (به عربی: الحافظ أبو بكر محمد بن إبراهيم بن المنذر بن الجارود النيسابوري) دانشمند شافعی مذهب و مفسر قرآن در سده چهارم بوده است.

## نام و نسب
| نام  | کنیه   | نام پدر | جد/پدربزرگ | شهرت                        | لقب    |
| ---- | ------ | ------- | ---------- | --------------------------- | ------ |
| محمد | ابوبکر | ابراهیم | منذر       | ابن منذر، ابن منذر نیشابوری | الحافظ |

## زندگی
او تحصیل را از نیشابور آغاز کرد. پیش از ۲۶۸ق در مصر/قاهره حضور یافت و در مصر نزد شاگردان شافعی چون محمد بن عبدالحکم و ربیع بن سلیمان فقه و حدیث آموخته است. اقامت ابن منذر در مصر حدو ۸ سال به طول انجامیده و با رفتن وی به مکه پایان پذیرفت. در آنجا در محضر محدثانی چون محمد بن اسماعیل صائغ دانش آموخت و تا پایان عمر مجاور :حرم مکی» گزید. از دیگر مشایخ او محمد بن میمون، اسحاق بن ابراهیم دبری و علی بن عبدالعزیز و از شاگردان و راویانش کسانی چون محمد بن یحیی بن عمار دمیاطی، ابوبکر ابن مقری و ابوطاهر محمد بن ابراهیم اصفهانی را می‌توان نام برد. در باب مسائل فقهی، ابن منذر از کسی تقلید نمی‌کرده است. آگاهی و احاطهٔ او بر اختلاف و اتفاق دانشمندان علوم اسلامی در مسائل گوناگون، یکی از جنبه‌های علمی اوست. دانشمندان مذاهب مختلف اسلامی، به گفتهٔ وی اعتماد داشته و نظر او در بیان آراء مذاهب گوناگون مورد قبول بوده است. او در عین نقل آراء، به بررسی در آنها نیز می‌پرداخته، و در این باب کسی را یارای رقابت با وی نبوده است، کتاب الاجماع ابن منذر که دربارهٔ اتفاق نظر علمای مذاهب در مسائل فقهی تألیف شده، این گفته را مستند می‌سازد، و وجود نظرات فقیهانی چون: ابن ابی لیلی از اصحاب رأی، حسن بن صالح، اوزاعی و یعقوب بن ابراهیم از اصحاب حدیث. او در اختلاف نظر دانشمندان علوم اسلامی کتاب الاشراف را به رشتهٔ تحریر درآورده که ابن خلکان آن را از کتب مشهور و مفید در این باره دانسته است. ابن منذر علاوه بر فقه، در حدیث نیز حافظ بوده است. ابن منذر در کتاب الاشراف ضمن بیان مطالب فقهی، آگاهی کامل خویش را در حدیث نیز نمایان کرده است. نام ابن منذر و احادیث منقول از او در بسیاری از کتب حدیث به چشم می‌خورد

## آثار و نوشته‌های وی
- الاجماع بین آراء الفقها: در زمینهٔ فقه اسلامی است. مشتمل بر ۷۶۵ مسئله است. این اثر از نخستین کتب فقهی است که از بین نرفته است.
- الاقناع، در فقه
- المبسوط
- تفسیر القرآن، که ذهبی این را نشانهٔ تبحر ابن منذر در تفسیر قرآن دانسته است. این اثر احتمالاً تا اواخر سدهٔ ۹ق/۱۵م هنوز به طور کامل موجود بوده و سیوطی آن را در اختیار داشته است. این تفسیر یکی از منابع اساسی سیوطی در تألیف الدر المنثور بوده و آن را همواره در ردیف تفسیر طبری مورد استفاده و استناد قرار داده است.
- رحلهٔ الامام الشافعی الی المدینهٔ المنورهٔ: که در ۱۳۵۰ق در قاهره چاپ شده است.
- اثبات القیاس
- الاشراف فی اختلاف العلماء یا الاشراف علی مذاهب الاشراف (اهل العلم)،:
- المسائل فی الفقه